# Camaret-sur-Aigues
Camaret-sur-Aigues – miejscowość i gmina we Francji, w regionie Prowansja-Alpy-Lazurowe Wybrzeże, w departamencie Vaucluse.
Według danych na rok 1990 gminę zamieszkiwało 3121 osób, a gęstość zaludnienia wynosiła 178 osób/km² (wśród 963 gmin regionu Prowansja-Alpy-W. Lazurowe Camaret-sur-Aigues plasuje się na 194. miejscu pod względem liczby ludności, natomiast pod względem powierzchni na miejscu 548.).